# Il turno
Il turno è un romanzo di Luigi Pirandello, scritto nel 1895, ma pubblicato nel 1902. Rispetto al romanzo precedente (L'esclusa) ed al successivo (Il fu Mattia Pascal), si tratta senza dubbio di un'opera meno nota. Dopo il mito dell'onore irriso ne "L'esclusa", qui è preso di mira il mito della roba, di esplicita derivazione verista. La vicenda vuole dimostrare l'imprevedibilità dei casi che governano la vita umana, davanti ai quali appare insensato progettare il futuro in modo razionale. (Barberi Squarotti. Storia e antologia della letteratura. Vol. 5)
Dal romanzo è stato tratto un film dall'omonimo titolo, diretto da Tonino Cervi nel 1982.

## Trama
Il romanzo prende le mosse dal progetto di don Marcantonio Ravì di dare in moglie la giovane figlia Stellina a Don Diego Alcozér, che è vecchio, ma assai ricco e veterano di ben quattro matrimoni e altrettante vedovanze. Se la figlia lo sposerà, alla morte del vecchio, che ormai non può tardare, ella sarà ricca e potrà sposare il suo spasimante Pepè Alletto, un giovane un po' sciocco e vanesio, di cui ella è innamorata, il quale perciò dovrà aspettare un po' il suo “turno”. Il progetto va in porto: don Diego Alcozér sposa Stellina tra i commenti malevoli della città. Avviene però che don Diego, vicino alla giovane sposa, si sente sempre più arzillo e vegeto e non mostra nessuna intenzione di lasciare questo mondo, nemmeno quando è colpito da una brutta polmonite, dalla quale si rimette miracolosamente, tra il disappunto di Stellina che non si rassegna a un matrimonio così assurdo. Per fortuna interviene suo cognato, l'avvocato Ciro Coppa, vedovo di una sorella di Pepè, uomo violento e irascibile, che per favorire Pepè riesce a ottenere l'annullamento del matrimonio di Stellina per vizio di consenso. Ma anche questa volta Pepè si accorge che non è ancora arrivato il suo “turno”, perché Stellina sposa l'avvocato Ciro Coppa. Esso arriverà soltanto quando l'avvocato muore di colpo apoplettico durante una discussione in tribunale col procuratore del re.